# UTC−8:30
UTC−08:30 је бивша временска зона која више није у употреби.

## Историја
Ова временска зона се користила у Острва Питкерн до 26. априла 1998. 27. априла исте године, временска зона се мењала на UTC−08:00, тако да после 23:59:59, било је 00:30:00.